# 분리 집합쌍
일반위상수학에서 분리 집합쌍(分離集合雙, 영어: separated pair of sets)은 서로의 폐포와 겹치지 않는 두 개의 집합을 뜻한다. 이 개념 및 이를 강화한 조건들을 통해, 위상 공간의 다양한 분리공리(分離公理, 영어: separation axiom)들을 정의할 수 있다.

## 정의
위상 공간 {\displaystyle X}의 두 부분 집합 {\displaystyle A,B\subseteq X}에 대하여, 다음을 정의한다.
- 만약 {\displaystyle A\cap B=\varnothing }이라면, {\displaystyle A}와 {\displaystyle B}는 서로소 집합쌍(-素集合雙, 영어: disjoint pair of sets)이다.
- 만약 {\displaystyle A\cap \operatorname {cl} (B)=\varnothing }이거나 또는 {\displaystyle \operatorname {cl} (A)\cap B=\varnothing }이라면, {\displaystyle A}와 {\displaystyle B}는 위상 구별 가능 집합쌍(位相區別可能集合雙, 영어: topologically distinguishable pair of sets)이다.
- 만약 {\displaystyle A\cap \operatorname {cl} (B)=\operatorname {cl} (A)\cap B=\varnothing }이라면, {\displaystyle A}와 {\displaystyle B}는 분리 집합쌍(分離集合雙, 영어: separated pair of sets)이다.
- 만약 {\displaystyle {\tilde {A}}\cap {\tilde {B}}=\varnothing }이 되는 {\displaystyle A}의 근방 {\displaystyle {\tilde {A}}\supseteq A} 및 {\displaystyle B}의 근방 {\displaystyle {\tilde {B}}\supseteq B}가 존재한다면, {\displaystyle A}와 {\displaystyle B}는 근방 분리 집합쌍(近傍分離集合雙, 영어: neighborhood-separated pair of sets)이다.
- 만약 {\displaystyle {\tilde {A}}\cap {\tilde {B}}=\varnothing }이 되는 {\displaystyle A}의 닫힌 근방 {\displaystyle {\tilde {A}}\supseteq A} 및 {\displaystyle B}의 닫힌 근방 {\displaystyle {\tilde {B}}\supseteq B}가 존재한다면, {\displaystyle A}와 {\displaystyle B}는 닫힌 근방 분리 집합쌍(-近傍分離集合雙, 영어: closed-neighborhood-separated pair of sets)이다.
- 만약 {\displaystyle f(A)=\{0\}}이자 {\displaystyle f(B)=\{1\}}인 연속 함수 {\displaystyle f\colon X\to [0,1]}가 존재한다면, {\displaystyle A}와 {\displaystyle B}는 함수 분리 집합쌍(函數分離集合雙, 영어: functionally separated pair of sets)이다.
- 만약 {\displaystyle f^{-1}(0)=A}이자 {\displaystyle f^{-1}(1)=B}인 연속 함수 {\displaystyle f\colon X\to [0,1]}가 존재한다면, {\displaystyle A}와 {\displaystyle B}는 정밀 함수 분리 집합쌍(精密函數分離集合雙, 영어: precisely functionally separated pair of sets)이다. 이 경우, {\displaystyle A}는 닫힌집합 {\displaystyle \{0\}}의 원상이므로 {\displaystyle X}의 닫힌집합이며, 또한 가산 개의 열린집합들 {\displaystyle \{f^{-1}([0,1/n))\}_{n\in \mathbb {Z} ^{+}}}의 교집합이므로 Gδ 집합이다. 이는 {\displaystyle B}도 마찬가지다.

이들 사이에는 서로 함의 관계 전순서가 존재한다.
서로소 ⇐ 분리 ⇐ 근방 분리 ⇐ 닫힌 근방 분리 ⇐ 함수 분리 ⇐ 정밀 함수 분리
이 가운데 자명하지 않은 것은 닫힌 근방 분리 ⇐ 함수 분리로, 만약 {\displaystyle A}와 {\displaystyle B}가 {\displaystyle f\colon X\to [0,1]}에 의하여 서로 함수 분리라면, {\displaystyle {\tilde {A}}=f^{-1}([0,1/3])}, {\displaystyle {\tilde {B}}=f^{-1}([2/3,1])}로 놓으면 이들이 닫힌 근방 분리임을 알 수 있다.

## 성질
위상 공간 {\displaystyle X}에 대하여, 다음과 같은 꼴의 조건을 정의할 수 있다.
〜인 부분 집합 {\displaystyle A,B\subseteq X}에 대하여, 만약 {\displaystyle A\cap B=\varnothing }이라면, {\displaystyle A}와 {\displaystyle B}는 〜분리이다.
이러한 조건을 분리공리라고 한다. 대표적인 예는 다음과 같다. (아래 표에서, "점"이란 사실 한원소 집합을 뜻한다.)
| 분리 대상╲분리 조건 | 위상 구별 가능  | 분리           | 근방 분리         | 닫힌 근방 분리 | 함수 분리              | 정밀 함수 분리 |
| ------------------- | --------------- | -------------- | ----------------- | -------------- | ---------------------- | -------------- |
| 점과 점             | 콜모고로프 공간 | T1 공간        | 하우스도르프 공간 | 우리손 공간    | 완비 하우스도르프 공간 | ㉢             |
| 점과 닫힌집합       | 모든 위상 공간  | R0 공간        | 정칙 공간         | 정칙 공간      | 완비 정칙 공간         | ㉣             |
| 닫힌집합과 닫힌집합 | 모든 위상 공간  | 모든 위상 공간 | 정규 공간         | 정규 공간      | 정규 공간              | 완전 정규 공간 |
| 점과 열린집합       | 모든 위상 공간  | ㉠             | ㉠                | ㉠             | ㉠                     | 이산 공간      |
| 열린집합과 닫힌집합 | 모든 위상 공간  | ㉠             | ㉠                | ㉠             | ㉠                     | ㉠             |
| 열린집합과 열린집합 | 모든 위상 공간  | 모든 위상 공간 | 모든 위상 공간    | ㉡             | ㉠                     | ㉠             |

여기서
- ㉠은 모든 열린집합이 열린닫힌집합인 위상 공간이다. (마찬가지로, 모든 닫힌집합도 열린닫힌집합이다.)
- ㉡은 모든 정칙 열린집합이 열린닫힌집합인 위상 공간이다. 이는 ㉠보다 약한 조건이다. (예를 들어, 시에르핀스키 공간은 ㉡을 만족시키지만 ㉠을 만족시키지 않는다.)
- ㉢에는 특별한 이름이 없다. 그러나 이는 완비 정칙 공간 + (모든 한원소 집합이 Gδ 집합)에 의하여 함의된다.
- ㉣에는 특별한 이름이 없다. 그러나 이는 완비 정칙 하우스도르프 공간 + (모든 닫힌집합이 Gδ 집합)을 함의하며, 완전 정규 하우스도르프 공간에 의하여 함의된다.